# Бедринець вапнолюбний
Бедринець вапнолюбний (Pimpinella titanophila) — багаторічна трав'яниста рослина, вид роду бедринець (Pimpinella) родини окружкові (Apiaceae).

## Поширення
Ареал виду охоплює лісостепову та степову зони України.
Росте на кам'янистих, крейдяних та вапнякових схилах.

## Ботанічний опис
Кореневище дерев'янисте, косо висхідне, гіллясте.
Вся рослина сірувато запушена, дуже рідко майже гола. Декілька стебел висотою 15–40 см, рідко поодинокі, при основі вкриті темно-бурими залишками листових черешків.
Прикореневі листки численні, в контурі довгасті або яйцеподібні, довжиною разом з черешком 4–14 см, шириною 1–3 см, двічі перисто-розсічені. Стеблові листки нечисленні, дрібніші; верхні піхвові — без пластинок.
Суцвіття зонтичні, з 10–20 коротко запушеними, дуже рідко майже голими, майже однаковими за довжиною променями, в поперечнику 2–4 см, обгортки та обгорточки відсутні або остання з 1–3 лінійних листочків. Зонтички у поперечнику 0,8 см, квітконіжка запушена. Пелюстки білі, довжиною близько 1 мм, зовні запушені.
Плід яйцеподібний, довжиною 3,5–4 мм, коротко та щільно запушений. Стовпчики після відцвітання відігнуті, довжиною 1,5-2 мм.

## Систематика
У сучасній фаховій літературі Pimpinella titanophila з ведений до рангу підвиду виду Pimpinella tragium (бедринець козячий або бедринець каменистий) — Pimpinella tragium subsp. titanophila (Woronow) Tutin (бедринець козячий вапнолюбний).